# Machos Ferenc
Machos Ferenc (Tatabánya, 1932. június 30. – Budapest, 2006. december 3.) magyar válogatott labdarúgó, edző.

## Pályafutása

### Klubcsapatban
Klubjai játékosként: Tatabánya, Szeged, Honvéd, Vasas (a Honvédban 95, a Vasasban 105 bajnoki mérkőzésen egyaránt 59 gólt szerzett). Játékosként kétszer nyert bajnokságot a Honvéddal 1954-ben és 1955-ben. 1955-ben gólkirály lett Cziborral holtversenyben. Háromszor nyert bajnokságot a Vasassal 1961-ben, 1962-ben és 1965-ben.

### A válogatottban
29-szer volt magyar válogatott és 13 gólt ért el a nemzeti együttesben.

### Edzőként
Játékos pályafutása után volt a Vasas edzője is. 1969 és 1970 között az ifjúsági válogatott szakvezetője.

## Sikerei, díjai

### Játékosként
- Magyar bajnokság
  - bajnok: 1955, 1960–61, 1965
  - 2.: 1957–58, 1961–62
  - 3.: 1958–59
  - gólkirály: 1955 (20 gól, holtversenyben)
- Magyar kupa
  - győztes:
  - döntős: 1955
- Közép-európai kupa
  - győztes: 1961–62, 1965
  - döntős: 1962–63
- A Magyar Népköztársaság Érdemes Sportolója (1955)[1]

### Edzőként
- Magyar bajnokság
  - 2.: 1970–71

## Statisztika

### Mérkőzései a válogatottban
| Magyarország | Magyarország         | Magyarország                   | Magyarország  | Magyarország | Magyarország  | Magyarország | Magyarország | Magyarország |
| #            | Dátum                | Helyszín                       | Hazai         | Eredmény     | Vendég        | Kiírás       | Gólok        | Esemény      |
| ------------ | -------------------- | ------------------------------ | ------------- | ------------ | ------------- | ------------ | ------------ | ------------ |
| 1.           | 1955. szeptember 17. | Lausanne, Olimpiai Stadion     | Svájc         | 4 – 5        | Magyarország  | Európa-kupa  | 2            | 20' 22'      |
| 2.           | 1955. szeptember 25. | Budapest, Népstadion           | Magyarország  | 1 – 1        | Szovjetunió   | barátságos   | -            | 46'          |
| 3.           | 1956. február 19.    | Isztambul                      | Törökország   | 3 – 1        | Magyarország  | barátságos   | -            |              |
| 4.           | 1956. február 29.    | Bejrút                         | Libanon       | 1 – 4        | Magyarország  | barátságos   | 1            | 32'          |
| 5.           | 1956. április 29.    | Budapest, Népstadion           | Magyarország  | 2 – 2        | Jugoszlávia   | Európa-kupa  | -            | 54'          |
| 6.           | 1956. május 20.      | Budapest, Népstadion           | Magyarország  | 2 – 4        | Csehszlovákia | Európa-kupa  | 1            | 28'          |
| 7.           | 1956. június 9.      | Lisszabon, Luz Stadion         | Portugália    | 2 – 2        | Magyarország  | barátságos   | -            | 46'          |
| 8.           | 1956. július 15.     | Budapest, Népstadion           | Magyarország  | 4 – 1        | Lengyelország | barátságos   | 2            | 32' 87'      |
| 9.           | 1956. szeptember 16. | Belgrád, JNA-stadion           | Jugoszlávia   | 1 – 3        | Magyarország  | Európa-kupa  | -            | 67'          |
| 10.          | 1956. október 7.     | Párizs, Colombes Stadion       | Franciaország | 1 – 2        | Magyarország  | barátságos   | 1            | 42' 49'      |
| 11.          | 1956. október 14.    | Bécs, Práter-stadion           | Ausztria      | 0 – 2        | Magyarország  | barátságos   | -            | 21'          |
| 12.          | 1957. június 16.     | Stockholm, Råsunda Stadion     | Svédország    | 0 – 0        | Magyarország  | barátságos   | -            |              |
| 13.          | 1957. június 23.     | Budapest, Népstadion           | Magyarország  | 4 – 1        | Bulgária      | vb-selejtező | 3            | 6' 14' 30'   |
| 14.          | 1957. szeptember 15. | Szófia, Levszki-stadion        | Bulgária      | 1 – 2        | Magyarország  | vb-selejtező | -            |              |
| 15.          | 1957. szeptember 23. | Budapest, Népstadion           | Magyarország  | 1 – 2        | Szovjetunió   | barátságos   | -            | 67'          |
| 16.          | 1957. október 6.     | Budapest, Népstadion           | Magyarország  | 2 – 0        | Franciaország | barátságos   | -            |              |
| 17.          | 1957. november 10.   | Budapest, Népstadion           | Magyarország  | 5 – 0        | Norvégia      | vb-selejtező | 1            | 69'          |
| 18.          | 1957. december 22.   | Hannover, Niedersachsenstadion | NSZK          | 1 – 0        | Magyarország  | barátságos   | -            |              |
| 19.          | 1958. április 20.    | Budapest, Népstadion           | Magyarország  | 2 – 0        | Jugoszlávia   | barátságos   | -            | 74'          |
| 20.          | 1958. május 7.       | Glasgow, Hampden Park          | Skócia        | 1 – 1        | Magyarország  | barátságos   | -            |              |
| 21.          | 1960. november 20.   | Budapest, Népstadion           | Magyarország  | 2 – 0        | Ausztria      | barátságos   | 1            | 46' 90'      |
| 22.          | 1961. június 11.     | Budapest, Népstadion           | Magyarország  | 1 – 2        | Ausztria      | barátságos   | -            | 63'          |
| 23.          | 1961. december 9.    | Santiago, Estadio Nacional     | Chile         | 5 – 1        | Magyarország  | barátságos   | -            | 46'          |
| 24.          | 1961. december 13.   | Santiago, Estadio Nacional     | Chile         | 0 – 0        | Magyarország  | barátságos   | -            | 75'          |
| 25.          | 1962. szeptember 2.  | Poznań, Warta-stadion          | Lengyelország | 0 – 2        | Magyarország  | barátságos   | -            |              |
| 26.          | 1962. október 14.    | Budapest, Népstadion           | Magyarország  | 0 – 1        | Jugoszlávia   | barátságos   | -            |              |
| 27.          | 1963. június 2.      | Prága, Strahov Stadion         | Csehszlovákia | 2 – 2        | Magyarország  | barátságos   | 1            | 66'          |
| 28.          | 1963. szeptember 21. | Moszkva, Lenin-stadion         | Szovjetunió   | 1 – 1        | Magyarország  | barátságos   | 1            | 72' 76'      |
| 29.          | 1963. október 6.     | Belgrád, JNA-stadion           | Jugoszlávia   | 2 – 0        | Magyarország  | barátságos   | -            | 46'          |
|              | Összesen             |                                |               | 29           | mérkőzés      |              | 14           | gól          |

## Emlékezete
- Alakja felbukkan (említés szintjén) Kondor Vilmos magyar író Budapest novemberben című bűnügyi regényében.